# Europsko prvenstvo u košarci – Italija 1969.
Europsko prvenstvo u košarci 1969. godine održalo se u Italiji od 25. rujna do 5. listopada 1969. godine.
Hrvatski igrači koji su igrali za reprezentaciju Jugoslavije: Krešimir Ćosić, Nikola Plećaš, Vinko Jelovac, Rato Tvrdić i Damir Šolman.